# Giacomo I di Scozia
Giacomo I di Scozia (Dunfermline Palace, 25 luglio 1394 – Perth, 21 febbraio 1437) è stato re di Scozia dal 4 aprile 1406 fino alla sua morte. Dal 1406 al 1424 fu re, tuttavia, soltanto nominalmente.
Era il figlio più giovane di Roberto III di Scozia e della moglie Annabella Drummond e nacque probabilmente nell'estate del 1394. Essendo il fratello minore Giacomo non era destinato al trono, ma il maggiore Robert morì da bambino, e nel 1402 morì in circostanze sospette anche l'altro fratello David Stuart, Duca di Rothestay (24 ottobre 1378 - 26 marzo 1402) mentre era prigioniero dello zio Robert Stuart. Nel 1405-1406 suo padre, forse temendo per l'incolumità del figlio ne organizzò il trasferimento in Francia, mentre era in viaggio nel mese di febbraio 1406 con alcuni fedeli sostenitori del re incappò negli uomini di Archibald Douglas, IV conte di Douglas costringendolo a rifugiarsi presso l'isola di Bass Rock.
Lì rimase fino alla metà di marzo quando partì con un veliero diretto in Francia, la nave venne però intercettata da dei pirati inglesi il 22 marzo e Giacomo finì nelle mani di Enrico IV d'Inghilterra. Il 4 aprile Roberto morì lasciando come erede al trono un figlio dodicenne prigioniero degli inglesi. In Inghilterra a Giacomo venne impartita una buona istruzione, gli venne inculcato il rispetto per le usanze inglesi e per il suo sovrano tanto che nel 1420-1421 egli combatté contro i francesi al fianco di Enrico V d'Inghilterra. Nel 1416 gli inglesi liberarono il cugino di Giacomo Murdoch Stewart a favore di Henry Percy, II conte di Northumberland e otto anni dopo anche Giacomo venne riscattato e in quel tempo era Murdoch il reggente di Scozia. Nell'aprile di quell'anno Giacomo e la moglie Giovanna Beaufort, figlia di John Beaufort, I conte di Somerset, non fu un ritorno in pompa magna perché negli anni della prigionia Giacomo aveva combattuto diverse volte per conto di Enrico V sia contro i francesi che contro gli scozzesi di stanza in Francia. Nonostante questo il cronacotecario contemporaneo Walter Bower lo descrive come un uomo atletico, amante delle arti e a differenza del padre e del nonno non fu celebre per le proprie amanti, ma per i figli che ebbe dalla moglie.
Per rafforzare la propria presa sulla corona egli iniziò una serie di attacchi "preventivi" contro alcuni nobili cominciando già nel 1425 contro gli Albany-Stuart che erano suoi parenti, Murdoch Stewart venne giustiziato nel maggio dello stesso anno e tre anni dopo Alexander di Islay, Conte di Ross venne preso in custodia mentre attendeva ai lavori del parlamento presso Inverness. Archibald Douglas fu arrestato nel 1431 seguito da George, II conte di March (1370 circa - dopo il 1457) nel 1434. Le condizioni dei prigionieri trattenuti in Inghilterra non venne tenuto in gran conto e il denaro che veniva dai loro riscatti venne usato per costruire, fra le altre cose, il Palazzo di Linlithgow. Nell'agosto del 1436 Giacomo fallì miseramente nell'assedio del Castello di Roxburgh e fronteggiò l'inefficace tentativo di trarlo in arresto di fronte all'intero concilio ad opera di Robert Graham. Giacomo venne quindi ucciso a Perth nella notte fra il 20 e il 21 febbraio 1437 per mano di suo zio Walter Stewart, conte di Atholl (morto il 26 marzo 1437). La moglie Joan, ferita, riuscì a raggiungere ad Edimburgo il figlio Giacomo II di Scozia sana e salva.

## L'ultimogenito che salì al trono
Giacomo nacque probabilmente il 25 luglio 1394 (sebbene altre fonti indichino il 10 dicembre, figlio di Roberto III e di Annabella Drummond 27 anni dopo il matrimonio dei suoi genitori. Giacomo passò probabilmente gran parte dell'infanzia fra il Dunfermline Palace e l'Abbazia di Scone insieme alla madre. Egli aveva appena sette anni quando la madre morì e solo otto quando nel 1402 suo fratello maggiore, Davide, morì di fame in prigione a Falkland nel Fife e il sospetto che vi fosse la mano dello zio Roberto Stuart che lo aveva tratto in arresto accusandolo di appropriazione indebita fu molto forte. In ogni caso Giacomo era divenuto l'erede al trono, ultimo scoglio che separava gli Albany-Stuart, di cui Roberto era l'esponente di punta dalla corona. Nel 1402 Albany e Archibald Douglas, IV conte di Douglas furono assolti da ogni coinvolgimento nella morte di Davide e il primo fu nominato di nuovo luogotenente del re. In cambio del supporto Albany permise a Douglas di riaccendere le ostilità con gli inglesi, una decisione che gli costò cara perché il 14 settembre dello stesso anno gli scozzesi persero alla battaglia di Humbleton Hill e molti nobili vennero catturati.
Fra di loro vi erano Douglas, diversi conti e soprattutto Murdoch Stewart, il figlio maggiore di Albany. Come se non bastasse in quello stesso anno morirono molti altri nobili in patria lasciando diversi e pericolosi vuoti di potere in molte parti della Scozia. Tutto questo mise in pericolo il potere di Albany nel nord che accettò di malavoglia un'alleanza con il fratello Alexander Stuart, Conte di Buchan e con il figlio suo omonimo, quanto al sud la cattura di Douglas incoraggiò i nobili che sostenevano Roberto III di Scozia a farsi avanti diventando i più importanti esponenti politici della zona. Nel dicembre 1404 il re donò in regality al figlio alcune delle terre di famiglia poste all'ovest fra cui l'Ayrshire e il Firth of Clyde così da dargli una base di potere sufficiente in caso di rivolta.
Nel 1405 Giacomo venne posto sotto la protezione di Henry Wardlaw (morto il 6 aprile 1440), Arcivescovo di St.Andrews, e nell'inverno 1405-1406 Roberto decise di mettere al sicuro il figlio in Francia. Nel mese di febbraio Wardlaw consegnò Giacomo a due fidati uomini di Roberto che procedettero nella regione di Fife e poi in quella ostile del Lothian. Il passaggio dell'erede nelle terre dei Douglas provocò le ire di James Douglas, VII conte di Douglas, che malsopportava i protettori del principe, che attaccò il convoglio uccidendo entrambi gli uomini e Giacomo dovette scappare con un piccolo seguito all'isola di Bass Rock. Giacomo rimase lì fino a marzo quando infine si imbarcò su una nave proveniente da Danzica e diretta in Francia. Il 22 marzo la nave venne catturata dai pirati inglesi e Giacomo divenne prigioniero di Enrico IV d'Inghilterra, suo padre morì in Scozia il 4 aprile e vi fu chi disse che egli sarebbe morto a causa del dolore provocato dalla cattura di Giacomo.

## Le catene dorate della prigionia
Per Giacomo, il non incoronato re di Scozia, cominciò una prigionia lunga 18 anni, che Albany occupò tenendo saldamente in mano la luogotenenza e la reggenza del regno. Per prima cosa prese sotto la propria custodia tutte le terre che spettavano al nipote privandolo di ogni entrata e regalia e nei documenti ci si riferiva a Giacomo come il figlio dell'ultimo re.. In Inghilterra a Giacomo venne concesso di tenere un piccolo seguito che constava di quattro o cinque nobili ed egli poté mantenere contatti con loro incluso suo cugino Murdoch Stewart che era ancora in mano agli inglesi dopo quattro anni di prigionia. I due vissero insieme per un periodo dal 1413 al rilascio di Murdoch tre anni dopo, prima alla Torre di Londra e poi al Castello di Windsor.
Lo zio di Giacomo, Robert Stewart, I Duca di Albany, non mostrò fretta nel pagare per il rilascio del nipote, mentre si assicurò di poter pagare il riscatto del figlio Murdoch che tornò libero nel 1416 in uno scambio di prigionieri che includeva Henry Percy, II conte di Northumberland che era caduto in mano agli scozzesi.
Nel 1419 il nuovo re Enrico V d'Inghilterra cessò di trattare Giacomo come un prigioniero facendolo sentire, più che altro, come un ospite di corte. L'importanza di Giacomo fu chiara l'anno seguente quando accompagnò Enrico in Francia e la sua presenza venne usata contro gli scozzesi che combattevano per il Delfino, dopo l'efficace assedio di Melun un contigente di scozzesi fu catturato e giustiziato con l'accusa di tradimento nei confronti del re. Tornato in Inghilterra il 23 febbraio 1421 Giacomo assistette all'incoronazione come regina di Caterina di Valois e gli venne data una posizione d'onore giacché venne fatto sedere immediatamente a sinistra della regina durante il banchetto.
In marzo Enrico cominciò un giro di visite in numerose città per dimostrare la propria forza e Giacomo lo accompagnò e durante la festa di San Giorgio venne nominato cavaliere. In luglio i due tornarono a combattere in Francia e pareva che ormai Giacomo approvasse apertamente i metodi di Enrico tanto che sembrava che egli approvasse le ambizioni del sovrano inglese verso la corona di Francia. Giacomo fu uno dei comandanti dell'assedio di Dreux e il 20 agosto la città si arrese. Enrico morì circa dieci giorni dopo e Giacomo scortò il corteo reale che tornava in patria.
Il nuovo re era Enrico VI d'Inghilterra, un bambino di soli sei mesi, e l'intero consiglio di reggenza fu d'accordo che era ora di liberarsi della presenza di Giacomo. Nel 1423 i loro tentativi di trovare un accordo con gli scozzesi fallirono per via dello scarso riscontro dovuto probabilmente all'influenza di Murdoch che nel 1420 aveva ereditato titoli e posizione paterna.. La causa trovò un alleato inaspettato in Archibald Douglas che si alleò con Giacomo, egli era uno dei più potenti magnati di Scozia, ma la sua posizione nel Lothian era minacciata dalle continue pressioni dei conti di Angus e March. Giacomo promise che una volta rientrato avrebbe appoggiato gli interessi di Douglas ed egli promise che lo avrebbe aiutato a tornare. Nel frattempo il rapporto fra Murdoch e William Lauder (1380 circa-14 giugno 1425) Vescovo di Glasgow, suo uomo di fiducia, si stava facendo tesa e coloro che volevano un ritorno di Giacomo si facevano sempre più pressanti.
Nell'agosto 1423 Murdoch convocò il consiglio che decretò che dovevano essere spediti degli ambasciatori in Inghilterra per negoziare la liberazione del re. Nel febbraio dello stesso anno Giacomo si era unito al Casato di Lancaster sposando Giovanna Beaufort cugina di Enrico VI e nipote di Thomas Beaufort, Duca di Exeter (1377 circa-31 dicembre 1426 circa) ed Enrico Beaufort tutti figli, al pari del padre, di Giovanni Plantageneto, I duca di Lancaster. Il 24 marzo 1423 Giacomo appose il proprio sigillo al contratto che fissava il suo riscatto alla somma di 60.000 marchi, il 5 aprile Giacomo e la moglie raggiunsero l'Abbazia di Melrose dove incontrarono Murdoch che rimise nelle mani del re il sigillo di reggente.
La coppia ebbe otto figli, tra cui il futuro Giacomo II di Scozia, e Margherita, moglie di Luigi XI di Francia. Gli studiosi credono che durante la sua cattività Giacomo abbia scritto The Kingis Quair, una romanza allegorica che è tra le prime importanti opere della letteratura scozzese. Giacomo venne incoronato formalmente Re di Scozia nell'Abbazia di Sconey, nel Perthshire, il 2 maggio (o il 21) del 1424. Egli intraprese subito delle azioni decise per riottenere autorità e controllo. In una di queste fece giustiziare la famiglia Albany, che si era opposta alle sue azioni. L'esecuzione di Murdoch, Duca di Albany, e di due dei suoi figli, ebbe luogo il 24 maggio 1425 a Castle Hill, Stirling.
Giacomo si avviò a governare la Scozia con mano ferma e ottenne numerose riforme finanziarie e legali. Ad esempio, a scopo di commercio con altre nazioni, rese le monete scozzesi scambiabili con valuta straniera solo all'interno dei confini scozzesi. Cercò inoltre di rimodellare il Parlamento di Scozia su quello inglese. In politica estera invece, nel 1428 rinnovò la Vecchia Alleanza, un'alleanza franco-scozzese (e quindi anti-inglese). Il suo operato durante tutto il regno, benché efficace, irritò molte persone. Durante gli ultimi anni di regno, queste contribuirono a porre in discussione la sua pretesa al trono.
Il nonno di Giacomo I, Roberto II, si era sposato due volte e le imbarazzanti circostanze del primo matrimonio (quello con la nonna di Giacomo, Elizabeth Mure) portò alcuni a disputarne la validità. Il conflitto scoppiò tra i discendenti del primo matrimonio e i discendenti indiscutibilmente legittimi del secondo matrimonio, su chi avesse più diritto al trono. La controversia giunse all'apice il 21 febbraio 1437, quando un gruppo di scozzesi, guidati da Sir Robert Graham, assassinarono Giacomo nel Monastero dei Domenicani di Perth. Giacomo tentò di sfuggire agli assalitori attraverso le fogne. Comunque, tre giorni prima aveva fatto bloccare l'altra estremità dello scarico perché era collegato alla corte del tennis all'esterno, e le palle vi finivano dentro (Si veda anche: Catherine Douglas). Seguì un'ondata di esecuzioni, nel marzo del 1437, di coloro i quali avevano preso parte al complotto. Le autorità giustiziarono (tra gli altri) lo zio di Giacomo, Walter Stewart, conte di Atholl, e il nipote di questi, Robert Stewart, Signore di Atholl (entrambi discendevano dal secondo matrimonio di Roberto II).

## Matrimonio e discendenza
Da Giovanna Beaufort Giacomo ebbe:
- Margherita Stewart, principessa di Scozia (1424-1445) sposò Luigi XI di Francia
- Isabella Stewart principessa di Scozia (1426-1494) sposò Francesco I di Bretagna
- Giovanna Stewart, contessa di Morton (c. 1428-1493) sposò James Douglas, I conte di Morton
- Giacomo II di Scozia (1430-1460)
- Alessandro Stewart, duca di Rothesay (nato e morto nel 1430), gemello di Giacomo II
- Eleonora Stewart, principessa di Scozia (1433-1484) sposò Sigismondo d'Austria
- Maria Stewart, contessa di Buchan (1434-1465) sposò Wolfart VI van Borsselen
- Annabella Stewart, principessa di Scozia (1436-1509), sposò nel 1447 Luigi di Savoia, conte di Ginevra ma il matrimonio fu annullato nel 1458; successivamente sposò George Gordon, II conte di Huntly, dal quale poi divorziò.

## Ascendenza
|                         |   |                      | Genitori            |  |  | Nonni |  |  | Bisnonni       |  |  | Trisnonni     |  |
|                         |   |                      |                     |  |  |       |  |  | Walter Stewart |  |  | James Stewart |  |
|                         |   |                      |                     |  |  |       |  |  | Walter Stewart |  |  | James Stewart |  |
|                         |   | Cecilia Dunbar       |                     |  |  |       |  |  | Walter Stewart |  |  |               |  |
| Roberto II di Scozia    |   |                      |                     |  |  |       |  |  | Walter Stewart |  |  |               |  |
|                         |   | Marjorie Bruce       | Roberto I di Scozia |  |  |       |  |  |                |  |  |               |  |
|                         |   | Marjorie Bruce       | Roberto I di Scozia |  |  |       |  |  |                |  |  |               |  |
|                         |   | Marjorie Bruce       | Isabella di Mar     |  |  |       |  |  |                |  |  |               |  |
| Roberto III di Scozia   |   | Marjorie Bruce       |                     |  |  |       |  |  |                |  |  |               |  |
|                         |   | Sir Adam Mure        | …                   |  |  |       |  |  |                |  |  |               |  |
|                         |   | Sir Adam Mure        | …                   |  |  |       |  |  |                |  |  |               |  |
|                         |   | Sir Adam Mure        | …                   |  |  |       |  |  |                |  |  |               |  |
| Elizabeth Mure          |   | Sir Adam Mure        |                     |  |  |       |  |  |                |  |  |               |  |
|                         |   | Joan Cunningham      | …                   |  |  |       |  |  |                |  |  |               |  |
|                         |   | Joan Cunningham      | …                   |  |  |       |  |  |                |  |  |               |  |
|                         |   | Joan Cunningham      | …                   |  |  |       |  |  |                |  |  |               |  |
| Giacomo I di Scozia     |   | Joan Cunningham      |                     |  |  |       |  |  |                |  |  |               |  |
|                         | … | …                    |                     |  |  |       |  |  |                |  |  |               |  |
|                         | … | …                    |                     |  |  |       |  |  |                |  |  |               |  |
|                         | … | …                    |                     |  |  |       |  |  |                |  |  |               |  |
| John Drummond di Lennox | … |                      |                     |  |  |       |  |  |                |  |  |               |  |
|                         |   | …                    | …                   |  |  |       |  |  |                |  |  |               |  |
|                         |   | …                    | …                   |  |  |       |  |  |                |  |  |               |  |
|                         |   | …                    | …                   |  |  |       |  |  |                |  |  |               |  |
| Annabella Drummond      |   | …                    |                     |  |  |       |  |  |                |  |  |               |  |
|                         |   | Sir William Montifex | …                   |  |  |       |  |  |                |  |  |               |  |
|                         |   | Sir William Montifex | …                   |  |  |       |  |  |                |  |  |               |  |
|                         |   | Sir William Montifex | …                   |  |  |       |  |  |                |  |  |               |  |
| Mary di Montifex        |   | Sir William Montifex |                     |  |  |       |  |  |                |  |  |               |  |
|                         |   | …                    | …                   |  |  |       |  |  |                |  |  |               |  |
|                         |   | …                    | …                   |  |  |       |  |  |                |  |  |               |  |
|                         |   | …                    | …                   |  |  |       |  |  |                |  |  |               |  |
|                         |   | …                    |                     |  |  |       |  |  |                |  |  |               |  |